# Ousmane Diabaté
Ousmane Dramane Diabaté (ur. 9 lipca 1994 w Niamey) – nigerski piłkarz grający na pozycji defensywnego pomocnika. Od 2022 jest zawodnikiem klubu Olympic Azzaweya SC.

## Kariera klubowa
Swoją karierę piłkarską Diabaté rozpoczął w malijskim klubie AS Police de Bamako. W sezonie 2011/2012 zadebiutował w jego barwach w pierwszej lidze malijskiej. W 2012 roku przeszedł do Stade Malien, w którym grał do 2016 roku. Czterokrotnie wywalczył z nim mistrzostwo Mali w sezonach 2012/2013, 2013/2014, 2014/2015 i 2016 oraz zdobył dwa Puchary Mali w latach 2013 i 2015.
W sezonie 2016/2017 Diabaté grał w iworyjskim Séwé Sport San-Pédro, a jesienią 2017 był zawodnikiem egipskiego ENPPI Club. W latach 2018–2020 grał w Arabii Saudyjskiej w takich klubach jak: Al-Batin FC (2018), Jeddach Club (2018-2019) i Al-Taqadom FC (2019-2020). W sezonie 2020/2021 był piłarzem irackiego klubu Naft Maysan SC. W sezonie 2021/2022 grał najpierw w katarskim Muaither SC, a następnie w irackim Al-Minaa SC. Latem 2022 przeszedł do libijskiego Olympic Azzaweya SC.

## Kariera reprezentacyjna
W reprezentacji Nigru Diabaté zadebiutował 27 maja 2018 w zremisowanym 3:3 towarzyskim meczu z Republiką Środkowoafrykańską, rozegranym w Niamey.